# Coppa delle Nazioni Juniors UCI 2017
La Coppa delle Nazioni Juniors UCI 2017 è stata la decima edizione della competizione organizzata dalla Unione Ciclistica Internazionale, riservata agli atleti con meno di 19 anni. Comprende nove gare ed è riservata alle squadre nazionali. La classifica finale è stata vinta dalla squadra norvegese, al secondo posto il Kazakistan e a chiudere il podio il team italiano.

## Calendario
| Data          | Gara                         | Vincitore                 | Vincitore (Nazioni) | Leader (Nazioni) |
| ------------- | ---------------------------- | ------------------------- | ------------------- | ---------------- |
| 26 marzo      | Gand-Wevelgem Juniors        | Ludvig Anton Wacker       |                     |                  |
| 9 aprile      | Paris-Roubaix Juniors        | Thomas Pidcock            |                     |                  |
| 4-7 maggio    | Corsa della Pace Juniors     | Idar Andersen             |                     |                  |
| 20-21 maggio  | Trophée Centre Morbihan      | Florentin Lecamus-Lambert |                     |                  |
| 25-28 maggio  | Tour du Pays de Vaud         | Andreas Leknessund        |                     |                  |
| 8-11 giugno   | Trofeo der Gemeinde Gersheim | Julius Johansen           |                     |                  |
| 8-9 luglio    | Grand Prix Général Patton    | Michele Gazzoli           |                     |                  |
| 18-23 luglio  | Tour de l'Abitibi            | Riley Sheehan             |                     |                  |
| 3-6 settembre | Tour de DMZ                  | Igor Chzhan               |                     | Norvegia         |

## Classifica finale
| Pos. | Nazione     | Punti |
| ---- | ----------- | ----- |
| 1    | Norvegia    | 274   |
| 2    | Kazakistan  | 228   |
| 3    | Italia      | 224   |
| 4    | Francia     | 204   |
| 5    | Germania    | 184   |
| 6    | Danimarca   | 176   |
| 7    | Belgio      | 163   |
| 8    | Paesi Bassi | 140   |
| 9    | Stati Uniti | 125   |
| 10   | Rep. Ceca   | 84    |